# Pesalicors
Un pesalicors és un tipus d'areòmetre especialment dissenyat per a mesurar la densitat dels líquids menys densos que l'aigua, especialment els licors.